# Daniele D'Orto
Daniele D'Orto (Roma, 27 settembre 1961) è un allenatore di calcio a 5 ed ex giocatore di calcio a 5 italiano.

## Carriera

### Lazio
Inizia ad allenare nel 2005 come tecnico del settore giovanile della Lazio, vincendo il campionato regionale con gli Under-18 e gli Under-21, e con questi ultimi anche il titolo nazionale. Nel 2007 è promosso allenatore della prima squadra, arrivando in semifinale playoff.
Dopo una stagione al Torrino (con la vittoria della Coppa Italia di categoria), nel 2009 torna alla Lazio, dove rimane per 5 anni conquistando nel 2011 la Coppa Italia.

### Calcio a 5 femminile
Nel 2014 passa ad allenare la formazione femminile dei biancocelesti, vincendo subito la Supercoppa. Nel marzo 2015 rassegna le dimissioni. Dopo qualche mese di inattività e chiamato all'Isolotto, dove conquista la Coppa Italia. Nell'estate 2016 torna nella città natale per allenare l'Olimpus Roma, vincendo al primo anno Scudetto e Coppa Italia. Nel 2018 vince la prima edizione della Panchina d'oro riservata agli allenatori di calcio a 5 femminile, riferita alla stagione 2016-17.
Dopo qualche mese di inattività, a dicembre 2018 firma con i campioni d'Italia della Ternana.

## Palmarès

### Club

#### Competizioni giovanili

##### Maschili
- Campionato italiano Under-21: 2

Lazio: 2006-07, 2013-14

#### Competizioni nazionali

##### Maschili
- Coppa Italia: 1

Lazio: 2010-11
- Campionato di Serie A2: 1

Olimpus Roma: 2020-21 (girone B)
- Coppa Italia di Serie A2: 1

Torrino: 2008-09

##### Femminili
- Campionato italiano: 1

Olimpus: 2016-17
- Coppa Italia: 2

Isolotto: 2015-16
Olimpus: 2016-17
- Supercoppa italiana: 2

Lazio Femminile: 2014
Olimpus: 2017

### Individuale
- Panchina d'oro: 1

2016-2017